# Županija Västerbotten
Županija Västerbotten (šved. Västerbottens län) županija je u sjevernoj Švedskoj. Graniči sa županijama Västernorrland, Jämtland i Norrbotten.

## Općine
Županija Västerbotten je administrativno ustrojena kao zajednica petnaest općina.
| - Åsele 3.271 (31. prosinca 2006.) - Bjurholm 2.541 (31. prosinca 2006.) - Dorotea 3.069 (31. prosinca 2006.) - Lycksele 12.612 (31. prosinca 2006.) - Malå 3.348 (31. prosinca 2006.) - Nordmaling 7.426 (31. prosinca 2006.) - Norsjö 4.437 (31. prosinca 2006.) - Robertsfors 6.996 (31. prosinca 2006.) | - Skellefteå 71.966 (31. prosinca 2006.) - Sorsele 2.867 (31. prosinca 2006.) - Storuman 6.432 (31. prosinca 2006.) - Umeå 111.235 (31. prosinca 2006.) - Vännäs 8.436 (31. prosinca 2006.) - Vilhelmina 7.280 (31. prosinca 2006.) - Vindeln 5.665 (31. prosinca 2006.) |